# Carolina Challenge Cup
El Carolina Challenge Cup es un torneo amistoso de pretemporada de fútbol organizado por el Charleston Battery, los partidos se disputan en el recinto de Blackbaud Stadium en la ciudad de Charleston, Carolina del Sur.
Actualmente participan equipos de la Major League Soccer y el propio Charleston Battery.

## Formato de la competición
Está formado por 4 equipos, se juega un cuadrangular con 6 partidos en total (cada equipo juega 3 partidos) y el ganador se define con la mayor cantidad de puntos conseguidos.

## Campeones
| Año  | Campeón                                   | Segundo                                         | Tercero                                         | Cuarto                                                |
| ---- | ----------------------------------------- | ----------------------------------------------- | ----------------------------------------------- | ----------------------------------------------------- |
| 2004 | Columbus Crew Columbus, Ohio              | D.C. United Washington D. C.                    | Charleston Battery Charleston, Carolina del Sur | Wilmington Hammerheads Wilmington, Carolina del Norte |
| 2005 | San Jose Earthquakes San José, California | D.C. United Washington D. C.                    | Columbus Crew Columbus, Ohio                    | Charleston Battery Charleston, Carolina del Sur       |
| 2006 | Houston Dynamo Houston, Texas             | D.C. United Washington D. C.                    | Charleston Battery Charleston, Carolina del Sur | New York Red Bulls Harrison, Nueva Jersey             |
| 2007 | Houston Dynamo Houston, Texas             | Toronto , Ontario, Canadá                       | New York Red Bulls Harrison, Nueva Jersey       | Charleston Battery Charleston, Carolina del Sur       |
| 2008 | San Jose Earthquakes San José, California | Charleston Battery Charleston, Carolina del Sur | New York Red Bulls Harrison, Nueva Jersey       | Toronto , Ontario, Canadá                             |
| 2009 | Real Salt Lake Sandy, Utah                | Toronto , Ontario, Canadá                       | D.C. United Washington D. C.                    | Charleston Battery Charleston, Carolina del Sur       |
| 2010 | D.C. United Washington D. C.              | Real Salt Lake Sandy, Utah                      | Toronto , Ontario, Canadá                       | Charleston Battery Charleston, Carolina del Sur       |
| 2011 | D.C. United Washington D. C.              | Charleston Battery Charleston, Carolina del Sur | Chicago Fire Bridgeview, Illinois               | Toronto , Ontario, Canadá                             |
| 2012 | D.C. United Washington D. C.              | Chicago Fire Bridgeview, Illinois               | Columbus Crew Columbus, Ohio                    | Charleston Battery Charleston, Carolina del Sur       |
| 2013 | Chicago Fire Bridgeview, Illinois         | Vancouver Whitecaps Vancouver, Canadá           | Charleston Battery Charleston, Carolina del Sur | Houston Dynamo Houston, Texas                         |
| 2014 | D.C. United Washington D. C.              | Seattle Sounders Seattle, Washington            | Houston Dynamo Houston, Texas                   | Charleston Battery Charleston, Carolina del Sur       |
| 2015 | Houston Dynamo Houston, Texas             | New York City Nueva York                        | Charleston Battery Charleston, Carolina del Sur | Orlando City Orlando, Florida                         |
| 2016 | No se disputó                             | No se disputó                                   | No se disputó                                   | No se disputó                                         |
| 2017 | Columbus Crew Columbus, Ohio              | Atlanta United Atlanta, Georgia                 | Charleston Battery Charleston, Carolina del Sur | Seattle Sounders Seattle, Washington                  |
| 2018 | Columbus Crew Columbus, Ohio              | Charleston Battery Charleston, Carolina del Sur | Atlanta United Atlanta, Georgia                 | Minnesota United Minneapolis, Minnesota               |
| 2019 | Columbus Crew Columbus, Ohio              | Chicago Fire Bridgeview, Illinois               | FC Cincinnati Cincinnati, Ohio                  | Charleston Battery Charleston, Carolina del Sur       |
| 2022 | Inter de Miami Miami, Florida             | Columbus Crew Columbus, Ohio                    | Charleston Battery Charleston, Carolina del Sur | Charlotte , Carolina del Norte                        |

### Títulos por equipo
| Equipo               | Estado             | Títulos | Subtítulos | Años campeón           | Años subcampeón  |
| -------------------- | ------------------ | ------- | ---------- | ---------------------- | ---------------- |
| D.C. United          | Washington D. C.   | 4       | 3          | 2010, 2011, 2012, 2014 | 2004, 2005, 2006 |
| Columbus Crew        | Ohio               | 4       | 1          | 2004, 2017, 2018, 2019 | 2022             |
| Houston Dynamo       | Houston            | 3       | 0          | 2006, 2007, 2015       | -                |
| San Jose Earthquakes | California         | 2       | 0          | 2005, 2008             | -                |
| Chicago Fire         | Illinois           | 1       | 2          | 2013                   | 2012, 2019       |
| Real Salt Lake       | Utah               | 1       | 1          | 2009                   | 2010             |
| Inter de Miami       | Miami              | 1       | 0          | 2022                   | -                |
| Charleston Battery   | Charleston         | –       | 3          | -                      | 2008, 2011, 2018 |
| Toronto              | Ontario            | –       | 2          | -                      | 2007, 2009       |
| Vancouver Whitecaps  | Columbia Británica | –       | 1          | -                      | 2013             |
| Seattle Sounders     | Washington         | –       | 1          | -                      | 2014             |
| New York City        | Nueva York         | –       | 1          | -                      | 2015             |
| Atlanta United       | Georgia            | –       | 1          | -                      | 2017             |